# چارلز پتینسون
چارلز پتینسون (انگلیسی: Charles Pattinson) تهیه‌کننده تلویزیونی اهل بریتانیا است.
از فیلم‌ها یا مجموعه‌های تلویزیونی که وی در آن‌ها نقش داشته‌است، می‌توان به آنا کارنینا، بی‌حیا، زندگی و مرگ پیتر سلرز، اسکینز و ازدست‌رفته اشاره نمود.